# فتق جراحي
فَتْقٌ جِرَاحِيّ  أو فَتْقٌ تالٍ للبَضْعِ (بالإنجليزية: Incisional hernia) هو نوع من الفتق ناتج عن التئام الجروح بعد العمليات الجراحية بشكل غير كامل. ولأن الشقوق المتوسطة في البطن متكررة من أجل جراحة البطن الاستكشافية، غالبًا ما تُصنَّف على أنها فتق بطني بسبب موقعها. ليست كل الفتوق البطنية ناتجة عن الجراحة، حيث أن بعضها قد يكون سببه رضَّة أو مشاكل خِلْقية.

## العلامات والأعراض

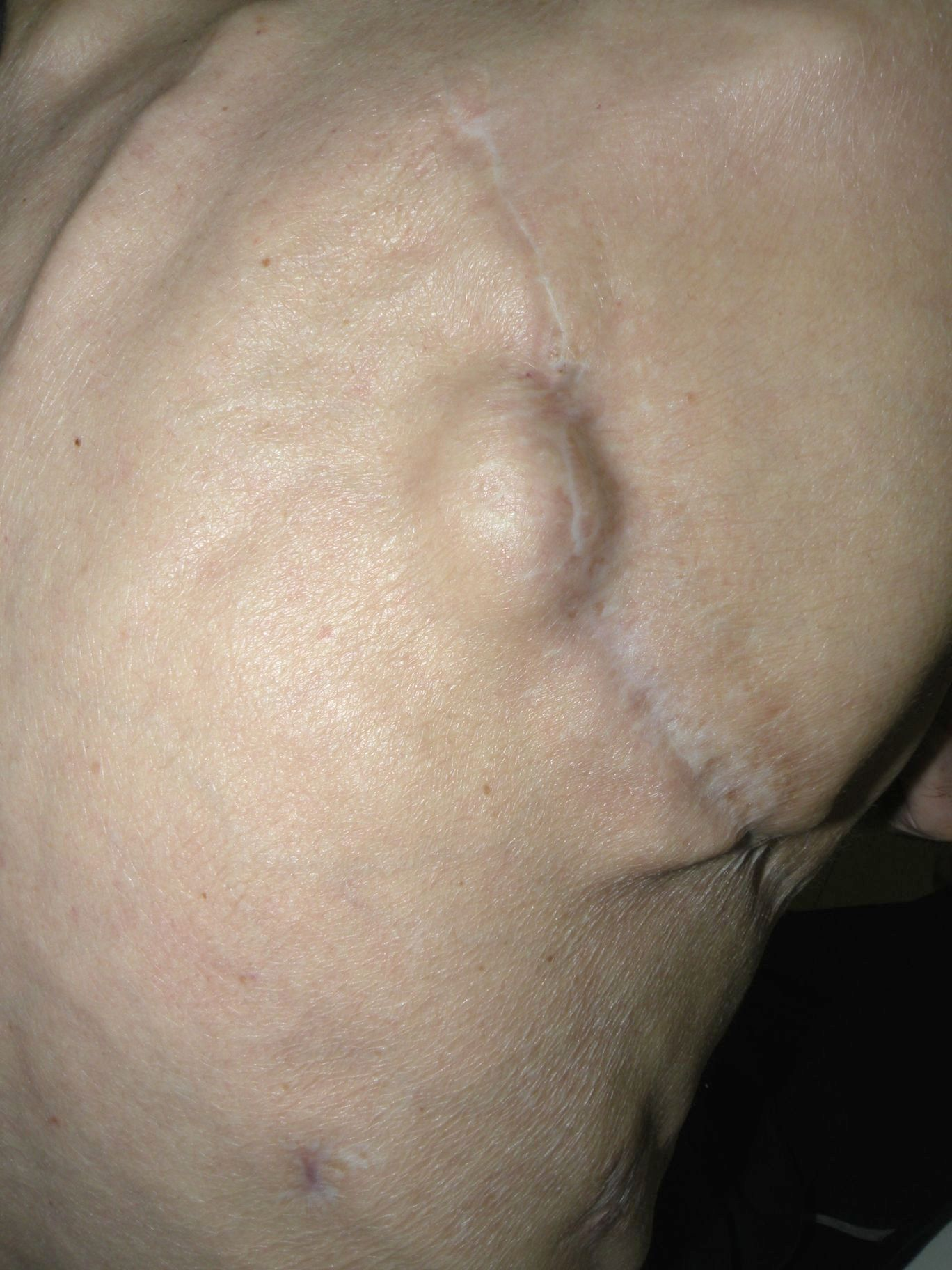
فَتْق رِئَويّ في شِقّ عملية جراحية في الصدر لمريض هزيل.

سريريًا، يظهر الفتق الجراحي كانتفاخ أو نتوء في أو بالقرب من منطقة الشق الجراحي. تقريبًا يمكن أن تُحدِث أي عملية سابقة في البطن الفتق الجراحي في منطقة الندبة (شريطة ألا يكون عدم حدوث الشفاء الكافي بسبب العدوى)، بما في ذلك إجراءات البطن الكبيرة مثل جراحة الأمعاء أو الأوعية الدموية، والإجراءات صغيرة، مثل (استئصال الزائدة الدودية أو الجراحة الاستكشافية في البطن). يمكن أن تحدث هذه الفتوق في أي شق، لكنها تميل إلى الحدوث بشكل أكثر شيوعًا على طول خط مستقيم من النَّاتِيء الرِّهابيّ من عظمة القصّّ وصولًا إلى العانة، ويكون أكثر تعقيدًا في هذه المناطق. يكون الفتق في هذه المنطقة أكثر عرضة للتكرار إذا تم إصلاحه عن طريق تقنية خياطة بسيطة تحت ضغط. لهذا السبب، فمن المستحسن إصلاحه بطريقة خالية من الضغط باستخدام شبكة اصطناعية.

## السبب
عادة ما يحدث الفتق الجراحي بسبب ضعف الجروح الجراحية، والتي قد تكون ناجمة عن ورم دموي، أو سيروما، أو عدوى، وكلها تؤدي إلى انخفاض التئام الجروح. كما قد تكون ناجمة عن زيادة الضغط داخل البطن بسبب السعال المزمن (كما هو الحال في مرض الانسداد الرئوي المزمن)، والإمساك، والانسداد البولي (كما هو الحال في تضخم البروستاتا الحميد)، والحمل، أوالاستسقاء. ويمكن أن تنتج أيضًا عن تقنية جراحية ضعيفة.

## العلاج
يمكن أن يكون الإصلاح «الفتح» التقليدي للفتق الجراحي صعبًا ومعقدًا للغاية. يتم إعادة خياطة الأنسجة الضعيفة في جدار البطن ويتم تعزيز الإصلاح باستخدام شبكة اصطناعية. يمكن حدوث المضاعفات، وخاصة عدوى الشق، وغالبا ما تحدث بسبب الحجم الكبير المطلوب للشق لأداء هذه الجراحة. يتطلب حدوث عدوى الشبكة بعد هذا النوع من إصلاح الفتق في كثير من الأحيان إزالة كاملة للشبكة، وفي نهاية المطاف يؤدي إلى الفشل الجراحي. وبالإضافة إلى ذلك، يرتبط الأمر عادة مع آلام كبيرة لما بعد الجراحة. تصل معدلات تكرار الفتق بعد الإصلاح المفتوح إلى 20٪  متأثرًا بحجم الشبكة ونوع التثبيت.
إصلاح الفتق الجراحي بالمنظار هو طريقة جديدة للجراحة في هذه الحالة. يتم تنفيذ العملية باستخدام المجاهر الجراحية والأدوات المتخصصة. تُوضَع شبكة جراحية في البطن تحت عضلات البطن من خلال شقوق صغيرة على جانب الفتق. وبهذه الطريقة، فإن الأنسجة الضعيفة للفتق الأصلي لا يتم إعادة شقها لإجراء الإصلاح، ويمكن للمرء أن يقلل من احتمال حدوث مضاعفات الجروح مثل العدوى. وبالإضافة إلى ذلك، يمكن أن أداء العملية من خلال شقوق أصغر مما يجعل العملية أقل إيلامًا وأسرع في الشفاء. وقد ثبت أن الإصلاح بالمنظار آمنًا وأكثر مرونة من عملية إصلاح الفتق الجراحي المفتوحة.